# Ignacy Antoni Chrząstowski
Ignacy Antoni Chrząstowski herbu Lubicz (zm. po 1791) – sędzia ziemski repartycji telszewskiej w latach 1765–1771, podstoli żmudzki w latach 1735–1765.
Jako rotmistrz Księstwa Żmudzkiego był elektorem Stanisława Augusta Poniatowskiego w 1764 roku z Księstwa Żmudzkiego.